# Alexandro Alves do Nascimento
Alexandro Alves do Nascimento, mais conhecido como Alex Alves (Campo Formoso, 30 de dezembro de 1974 — Jaú, 14 de novembro de 2012) foi um futebolista brasileiro. Destacou-se em campo pela velocidade e habilidade para superar seus marcadores. Ficou bastante conhecido pela ginga de capoeira que fazia nas comemorações após marcar um gol.

## Carreira
Alex iniciou sua carreira aos 13 anos nas divisões de base do Vitória e estreou no profissional em 1992. Em 1993, liderando a equipe baiana no Campeonato Brasileiro, atuando ao lado de jogadores como Dida, Roberto Cavalo, Paulo Isidoro e outros, com um total de oito gols na competição, foi premiado com a Bola de Prata da revista Placar na "Seleção do Campeonato".
Em 1994, foi artilheiro do Campeonato Baiano, com 20 gols. Em seguida, o atacante transferiu-se para o Palmeiras e conquistou o Campeonato Brasileiro. Sem muito destaque no Palmeiras, transferiu-se para o Juventude e posteriormente para a Portuguesa.

### Cruzeiro
Em 1998, foi contratado pelo Cruzeiro, fase considerada como uma das melhores de sua carreira. Atuando inicialmente como reserva, no decorrer da temporada ganhou espaço e contribuiu com gols importantes, levando a equipe à final no Campeonato Brasileiro daquele ano.
Em 1999, com ótimas apresentações e vários gols, o atacante agitava a torcida comemorando com a ginga de capoeira, gesto que virou sua marca. No mesmo ano, foi artilheiro do time celeste no Campeonato Brasileiro, com 22 gols.
Com a camisa do Cruzeiro, Alex atuou em 114 partidas, marcando um total de 55 gols.

### Hertha Berlim
Ainda em 1999, o Cruzeiro vendeu o atacante Alex Alves para o Hertha Berlin, da Alemanha, por US$ 7 milhões. Sua passagem pelo clube alemão foi cheia de lesões, controvérsias e polêmicas fora do campo, sendo considerado pela imprensa local como "garoto problema". Em mais de uma oportunidade, o jogador chegou a ser detido e multado pela polícia, por estar dirigindo em alta velocidade e sem carteira de motorista. O jornal Bild chegou a classificar o jogador entre as 50 piores contratações da história do futebol alemão.

### Retorno ao Brasil
Seu retornou ao Brasil teria sido motivado para acompanhar o tratamento de sua mãe, que teve um aneurisma cerebral.
Em maio de 2003, o jogador foi apresentado como reforço do Atlético Mineiro. O jogador teve como companheiros de ataque o então consagrado Guilherme e o também ex-cruzeirense Fábio Júnior. Durante o Campeonato Brasileiro, Alex atuou em 27 partidas e marcou oito gols.
Em 2004, foi trazido para o Vasco.
Em 2007, acertou contrato com o Boavista-RJ, onde disputou a Primeira Divisão do Estadual do Rio.
Em 2008, o jogador passou a treinar no Fortaleza sob o comando do preparador físico Alexandre Irineu e participando também dos coletivos.
Em 2010, foi contratado para jogar pelo União Rondonópolis, do Mato Grosso. mas o fraco rendimento e confusões com a imprensa e torcedores locais fizeram com que o atleta acabasse sendo dispensado poucas semanas após sua apresentação.

## Doença e morte
Em outubro de 2012, Alex Alves internou-se no hospital Amaral Carvalho em Jaú, interior paulista, supostamente para a realização de um tratamento contra Anemia paroxista noturna. A notícia sobre a doença de Alex e uma possível internação, já havia sido noticiada em 2007, porém, havia sido negada pelo jogador.
Na manhã do dia 14 de novembro, o ex-atleta não resistiu às 
complicações da Leucemia e morreu. Segundo nota publicada à imprensa, o hospital informou que Alex sofria de uma doença rara chamada hemoglobinúria paroxística noturna (HPN) e morreu em decorrência de falência múltipla dos órgãos após transplante de medula óssea realizado em 5 de outubro. Como não deixou testamento, sua ex-mulher, Nádia França, com quem teve a filha Alexandra, e sua mãe, Nilda, entraram com ações legais para receberem o pagamento de uma antiga dívida do Vasco.

## Títulos
Vitória
- Campeonato Baiano: 1992, 2005
- Torneio Senegal-Brasil: 1992
- Torneio da Uva/Parmalat: 1994

Palmeiras
- Campeonato Brasileiro: 1994
- Campeonato Paulista: 1996[23]

Cruzeiro
- Recopa Sul-Americana: 1998
- Campeonato Mineiro: 1998
- Copa dos Campeões Mineiros: 1999

Hertha Berlim
- Copa da Liga Alemã: 2001 e 2002

Vasco da Gama
- Taça Rio: 2004

Fortaleza
- Campeonato Cearense: 2008

### Artilharias
- Campeonato Baiano de 1994 (20 gols)